# Triticum turgidum carthlicum
Triticum turgidum subsp. carthlicum (Nevski) Á.Löve & D.Löve, 1961 è un frumento tetraploide.